# Herbert Rosenthal (Fotograf)
Herbert Rosenthal (geboren 11. September 1862; gestorben 24. November 1938 in Guben) war ein deutscher Porträt-, Architektur- und Landschaftsfotograf.

## Leben

### Familie
Das Schicksal der Familie mit jüdischen Wurzeln war Ende des 20. Jahrhunderts noch weitgehend unbekannt. Herbert Rosenthal zog bald nach seiner Geburt mit seinem als Fotograf tätigen Vater nach Königsberg.
Gemeinsam mit seiner Ehefrau, die in den 1920er Jahren früh verstarb, hatte er zwei Kinder. Seine Tochter überlebte die Zeit des Nationalsozialismus.

### Werdegang

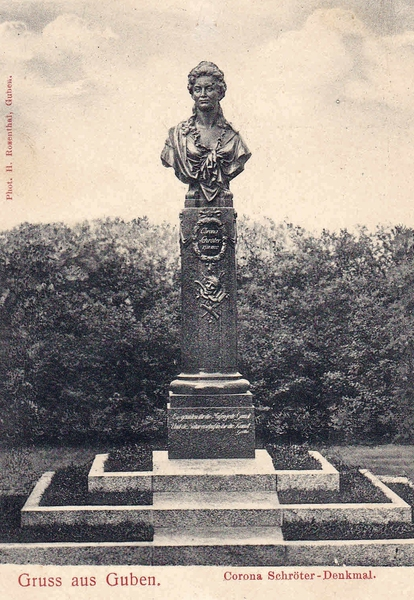
„Gruss aus Guben. Corona Schröter-Denkmal“;
Ansichtskarte Rosenthals, um 1905

Herbert Rosenthal kam bereits als Kind nach Königsberg, wo sein Vater den Beruf des Fotografen ausübte. In der Gründerzeit des Deutschen Kaiserreichs durchlief Herbert Rosenthal eine dreijährige Ausbildung im väterlichen Betrieb und war anschließend als Gehilfe in Berlin, Magdeburg, Hamburg und Stettin tätig.
Im Frühjahr 1888 begründete Herbert Rosenthal sein Unternehmen und mietete hierfür ein Atelier unter der – heutigen – Adresse Ulica Piastowska 3 im heutigen Gubin. Gegen Ende des 19. Jahrhunderts firmierte die „H. Rosenthal Photographische Anstalt“ unter der seinerzeitigen Adresse Haag-Straße 13: In dem Gebäude „neben dem Schützenhause“ hatte zuvor „A. Krause“ sein „Atelier für Photographie“ betrieben.
Neben seinen Porträtfotografien, darunter die des Vorsitzenden der Niederlausitzer Gesellschaft für Geschichte und Landeskunde Hugo Jentsch und ein 1897 datiertes Brustbild des Prinzen Heinrich zu Schoenaich-Carolath, das später auch zur Illustration einer Mehrbild-Ansichtskarte über die Standesherrschaft Amtitz diente, fertigte der Unternehmer Fotos von Gebäuden und Straßenzügen und illustrierte mit seinen Aufnahmen verschiedene Bücher und Bildbände.
Zu Rosenthals historisch-dokumentarisch wertvollen Bilddokumenten zählt eine Fotografie des 1905 eingeweihten Corona Schröter-Denkmals, die auf einer Ansichtskarte vervielfältigt Verbreitung fand. Im selben Jahr trat Rosenthal dem Deutschen Photographen-Verein bei, in dem er bald zunächst als Schriftführer in den Vorstand gewählt wurde.
Nach etwa zwanzigjähriger Tätigkeit in Guben ließ sich der Fotograf dort ein eigenes Haus errichten mit „den höchsten Ansprüchen genügenden Geschäftsräumen.“ In das 1907 erworbene Gebäude an der Ecke Grüne Wiese – heute Ulica Piastowska – vor dem Abzweig Haagstraße neben dem ehemaligen Hospiz Bethel verlegte Rosenthal im September des Jahres sein Atelier.
Vielfach fungierte Rosenthal als Preisrichter auf verschiedenen Ausstellungen in Hannover, Kassel, Bremen, Weimar und Breslau. Nachdem er sich selbst schon im 19. Jahrhundert vielfach an internationalen Ausstellungen beteiligt hatte und für seine Arbeiten oftmals prämiert worden war, beschickte er 1910 die Weltausstellung Brüssel International. In jenem Jahr hatte er seinen Geschäftssitz in Guben unter der Adresse Grüne Wiese 53.
1912 wurde Rosenthal zum zweiten Vorsitzenden des Deutschen Photographen-Vereins gewählt.
1918 legte Rosenthal sein Amt beim Deutschen Photographen Verein nieder und übernahm stattdessen den Vorsitz des Lausitzer Photographischen Vereins, der 1926 in eine Innung umgewandelt wurde.
In seiner Wahlheimat übte Rosenthal mehrere städtische Ehrenämter aus. Dennoch konnte er 1928, am 1. April des Jahres, sein 50-jähriges Geschäftsjubiläum begehen. Im selben Jahr erschienen mehrere seiner Aufnahmen im 25sten Band des beim Deutschen Kommunalverlag von Heinrich Laß und Erwin Stein in der Reihe Monographien deutscher Städte herausgegebenen Buches Die Stadt Guben. Eine Fotografie als Silbergelatineabzug, montiert auf Karton, des 1926 von dem Bildhauer Georg Kolbe entworfenen Grabmals für die Familie Lewin auf dem Niederlausitz Friedhof fand über den Nachlass Kolbes seinen Weg in die Sammlung des Georg Kolbe Museums.
Anfang der 1930er Jahre war Rosenthal Obermeister der Photographeninnung mit Sitz in Cottbus. Etwa im selben Zeitraum Jahren hatte er in seinem Atelier zahlreiche Fotovitrinen für Besucher aufgestellt.
Herbert Rosenthal nahm sich wenige Tage nach den Novemberpogromen 1938 das Leben. In den Kirchenbüchern der evangelischen Kirche Gubens fand der Gubener Stadthistoriker Andreas Peter den Hinweis, dass sich Rosenthal am 24. November 1938 erhängt habe, jedoch nicht den Ort und die näheren Umstände seines Todes. Laut der überlieferten Erzählung des Sohnes der Zeitzeugin Helene Ruby, Ehefrau des seinerzeit in der Haagstraße 15 tätigen Bäckermeisters Anton Ruby, hatte Herbert Rosenthal „wegen der Grausamkeiten der Nazis seinem Leben selbst ein Ende gesetzt.“

## Ateliergebäude

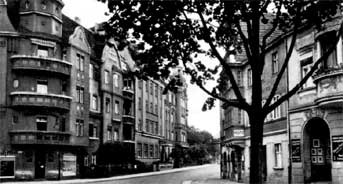
Haus ganz rechts: Grüne Wiese 52, Guben 1911

Das 1907 von Rosenthal erworbene Wohn- und Atelierhaus Rosenthals, der zuletzt unter der Adresse Grüne Wiese 52 gemeldet war, wurde 2011 als Mietshaus genutzt.Koordinaten: 51° 57′ 17,3″ N, 14° 43′ 20″ O

## Ausstellungen und Ehrungen

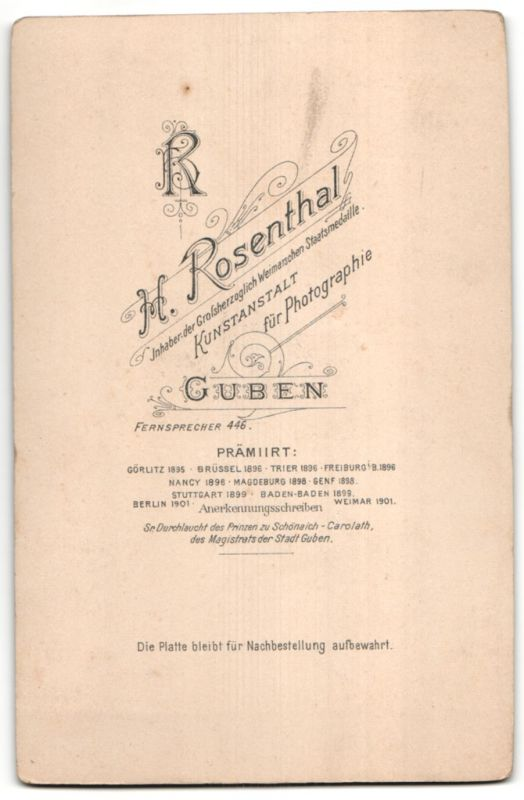
Vordruck auf dem Revers einer Kabinettfotografie Rosenthals mit einer Liste datierter Auszeichnungen in verschiedenen Städten zwischen 1895 und 1901

Rosenthal beschickte Ausstellungen im In- und Ausland und erhielt hierfür zahlreiche Auszeichnungen. Zwischen 1895 und 1901 wurde er für seine Werke in folgenden Städten prämiert:
- 1895: Görlitz[13]
- 1896: Brüssel (Belgien), Trier, Freiburg im Breisgau[13]
- 1898: Nancy (Frankreich), Magdeburg, Genf (Schweiz)[13]
- 1899: Stuttgart, Baden-Baden[13]
- 1901: Berlin[13], Weimar: Bronzene Staatsmedaille[19]

Anfang des 20. Jahrhunderts war Rosenthal
- „Inhaber der Großherzoglich Weimarschen Staatsmedaille“[13] beziehungsweise der Großherzoglich Sachsen-Weimarschen Staatsmedaille[18]
- und zudem geehrt worden durch ein Anerkennungsschreiben
  - „Sr. Durchlaucht des Prinzen zu Schöneich-Carolath“[13]
  - „des Magistrats der Stadt Guben“[13]
- Auch in Malmö (Schweden) waren Arbeiten Rosenthals ausgestellt worden;[2] Rosenthal war Inhaber der Königlich Schwedischen Medaille der Baltischen Ausstellung[18]
- Rosenthal war zudem Inhaber der „Anhalt-Dessauer Stadtmedaille“[18]
- 1910 nahm er an der Weltausstellung in Brüssel teil.[14]
- 1912 wurde Rosenthal mit der Verleihung der Silbernen Denkmünze der Handwerkskammer Meiningen während der 41. Wanderausstellung des Deutschen Photographen-Vereins in Meiningen geehrt.[15]
- 1914 war er Aussteller auf der Internationalen Ausstellung für Buchgewerbe und Graphik in Leipzig[20]

## Archivalien
Archivalien von und über Herbert Rosenthal finden sich beispielsweise
- im Brandenburgischen Landeshauptarchiv (BLHA) als schwarz-weiß Porträtfoto mit dem Titel „Prof. Dr. Hugo Jentsch, Guben“ in den Maßen 13,5 × 21,5 cm aus der „Werkstatt für Photographische Bildkunst Herbert Rosenthal, Guben, Grüne Wiese 53“, Archivsignatur 103 Ansichten – Fotos E1[8]